# Autotutela
L'autotutela, nell'ordinamento giuridico italiano, designa:
- nel diritto civile, la possibilità riconosciuta al titolare di un diritto soggettivo di ottenere un determinato effetto giuridico senza il ricorso ad un organo giurisdizionale[1];
- nel diritto amministrativo, la facoltà riconosciuta ad un'amministrazione pubblica di annullare, revocare o riformare un atto amministrativo per ragioni afferenti alla legittimità dell'atto medesimo[2].

Nel diritto internazionale, inoltre, l'autotutela designa la prerogativa riconosciuta ad uno Stato di reagire dinanzi ad un illecito internazionale commesso da un altro Stato, mediante sanzioni o contromisure dirette allo Stato offensore e finalizzate ad ottenere la cessazione e la riparazione dell'illecito.

## Diritto civile
Nel diritto civile, l'autotutela costituisce una eccezione al principio enunciato dall'articolo 2907 del codice civile secondo cui la tutela dei diritti è affidata all'attività giurisdizionale.
Tale eccezione interviene in determinati casi:
- Diritto di ritenzione;
- Eccezione di inadempimento;
- Diffida ad adempiere;
- Difesa del possesso fino al perdurare della violenza dell'aggressore;

Fuori da tali casi, l'autotutela non è consentita.

## Diritto penale
Se attuata con violenza, l'autotutela - quando non sia coperta dalla causa di giustificazione della legittima difesa - integra il reato di esercizio arbitrario delle proprie ragioni con violenza contro le cose o contro le persone (articoli 392-393 del codice penale). Il reato è escluso quando si versa nei casi di cui all’articolo 4 del decreto luogotenenziale n. 288 del 1944: per esempio, la Cassazione ha mandato esenti da responsabilità penale gli inquisiti per resistenza a pubblico ufficiale, reato che per il citato decreto luogotenenziale non è applicabile “quando il pubblico ufficiale o l’incaricato di un pubblico servizio ovvero il pubblico impiegato abbia dato causa al fatto (…) eccedendo con atti arbitrari i limiti delle sue attribuzioni”.

## Diritto amministrativo
Nel diritto amministrativo, l'autotutela viene solitamente distinta in:
- autotutela decisoria o provvedimentale, con la quale l'amministrazione può intervenire con un atto cosiddetto di secondo grado su dei precedenti provvedimenti adottati;
- autotutela esecutiva, con la quale l'amministrazione dà effettiva attuazione a provvedimenti già emanati.
- autotutela sanzionatoria, ossia il potere di irrogare sanzioni.[5]

Sono esempi di questa capacità il potere di revoca, sospensione, proroga, rimozione degli "effetti dell'atto", di annullamento o convalida dell'atto e dei suoi effetti ex tunc, o ancora di riforma, sanatoria, ratifica e rinnovazione dell'atto e dei suoi effetti ex nunc.

### Autotutela tributaria
Generalità
L'autotutela nel diritto tributario costituisce una particolare declinazione del più generale istituto dell'autotutela amministrativa. 
Essa, difatti, si qualifica nel potere che ha l'Amministrazione finanziaria di intervenire quando si renda conto di aver commesso un errore che sia lesivo dei diritti del contribuente.
Quando l'Amministrazione rileva che in un atto da essa emanato è contenuto un vizio per il quale l'atto non doveva essere emanato o doveva assumere un contenuto diverso, potrà, non solo emendarlo, ma anche ritirarlo, annullandolo ora per allora, evitando in tal modo di danneggiare ingiustamente il contribuente nei cui confronti era stato emesso.
Il potere di autotutela spetta all'ufficio che ha emanato l'atto, illegittimo,  infondato e/o inopportuno, competente all'emanazione (anche) di atti impositivi che incidono nella sfera patrimoniale del contribuente.
Dal 18 gennaio 2024 il potere di autotutela potrà essere esercitato dall'ufficio in maniera obbligatoria o in maniera facoltativa.
Il contribuente potrà sempre presentare un'istanza di autotutela di sua iniziativa e l'ufficio potrà accoglierla o rifiutarla (respingendola) oppure non rispondere affatto (c.d. "silenzio rifiuto").
Quando l'ufficio accoglierà l'istanza l'atto sarà annullato totalmente e/o parzialmente.
Se l'ufficio dovesse respingere l'istanza totalmente o parzialmente, il contribuente potrà impugnare, nei termini previsti dalla normativa l'atto di diniego come previsto dalla lettera "g-bis" dell'articolo 19 del delegato 546 del 1992 quando trattasi di diniego su un autotutela obbligatoria.
Stessa impugnazione se l'ufficio non ha risposto (c.d. "silenzio rifiuto") all'istanza di autotutela obbligatoria.
Se l'ufficio dovesse respingere l'istanza totalmente o parzialmente, il contribuente potrà impugnare, nei termini previsti dalla normativa l'atto di diniego come previsto dalla lettera "g-ter" dell'articolo 19 del delegato 546 del 1992 quando trattasi di diniego su un autotutela facoltativa.
Il rifiuto tacito (c.d. "silenzio rifiuto") all'istanza di autotutela facoltativa non né prevede l'impugnazione al pari di quella obbligatoria.
Per l'autotutela obbligatoria
 l'obbligo di annullare l'atto non sussiste in caso di sentenza passata in giudicato favorevole all'amministrazione finanziaria, nonché decorso un anno dalla definitività dell'atto viziato per mancata impugnazione.
La circolare del 5 agosto 1999 n.198 del Ministero delle Finanze ha specificato che l'autotutela generale, prima delle modifiche introdotte dal delegato 219 del 2023 alla legge 212 del 2000, va esercitata anche se il ricorso è stato presentato ma respinto con sentenza passata in giudicato per motivi di ordine formale (inammissibilità, irricevibilità, improcedibilità, ecc.). 
Tuttavia, anche la nuova autotutela facoltativa non può più essere esercitata in presenza di un giudicato sostanziale favorevole all'amministrazione finanziaria (al pari di quella  obbligatoria).
Tale preclusione, opera anche quando l'atto di imposizione è stato oggetto, anche parzialmente, di qualunque forma di definizione, anche agevolata (ad esempio, accertamento con adesione, acquiescenza, conciliazione), come specificato al punto 1.3 della Circolare n.21/E del 7 novembre 2024.
Da notare anche che, la Relazione (A.G. 97) nell'ATN  ha previsto che al di fuori dei casi di autotutela facoltativa, l'Amministrazione finanziaria possa comunque procedere all'annullamento, in tutto o in parte, di atti di imposizione o di rinuncia all'imposizione, in presenza di una illegitimità o dell'infondatezza dell'atto o dell'imposizione - (cfr. punto 1.2 della Circolare 21/E del 7/11/2024).
È utile osservare che in presenza di un giudicato favorevole all'Amministrazione finanziaria:
- I punti (anche) sostanziali contestati dal contribuente nel ricorso introduttivo, e NON oggetto di statuizione[19]da parte della Corte di Giustizia Tributaria di primo o di secondo grado, possono essere parte di riesame e di annullamento, facendo però attenzione a tutta la struttura dell'atto originario.

- Anche se i punti sostanziali vengono annullati, bisogna comunque analizzare se l'atto rimane comunque in essere giuridicamente.

Atti oggetto di autotutela
Per aere una panoramica di quali potrebbero essere gli atti oggetto di autotutela tributaria basta capire se l'atto che va annullato rientra tra quelli impugnabili come previsto dall'articolo 19 del delegato 546 del 1992 aggiornato dal delegato n.220 del 30.12.2023.
È utile specificare che, oggetto di annullamento, sono, non solo i tipici atti di imposizione, quali gli avvisi di accertamento, di liquidazione, di irrogazione di sanzioni, ma anche tutti gli altri atti che comunque incidono negativamente nella sfera giuridica del contribuente.
Istanza di autotutela . 
L'istanza in linea generale va presentata all'Ufficio che ha emesso l'atto cui si chiede l'annullamento; e
va presentata su carta direttamente o tramite delegato all'Ufficio (sportello) o in maniera telematica accedendo tramite SPID, CIE o CNS utilizzando poi il canale CIVIS oppure  tramite PEC, indicando e allegando:
- L'indicazione dell'atto di cui si richiede l'annullamento totale o parziale;
- I motivi della richiesta di annullamento;
- La documentazione dimostrativa a supporto come prova delle motivazioni;
- La copia di un documento di riconoscimento in corso di validità.
- L'eventuale copia della delega con documenti di riconoscimento del delegato[24] e del delegante.
- Tutti gli altri dati dettagliatamente specificati al punto 2.2 (Il contenuto della richiesta di autotutela) della Circolare n. 21/E del 07/11/2024.

Il precedente potere di sospensione
In linea generale l'istanza di autotutela non sospende né il pagamento di quanto dovuto né il termine entro cui ricorrere alla Corte di Giustizia Tributaria.
Precedentemente l'articolo 27 della legge n.28 del 18.2.1999 aveva aggiunto all'articolo 2-quater del DL 546 del 1994 il comma 1-bis che prevedeva nel potere di annullamento o di revoca anche il potere di disporre la sospensione degli effetti dell'atto che appariva illegittimo o infondato. 
Dal 18.1.2024 l'articolo 2 comma 4 del delegato 219 del 2023 ha abrogato l'articolo 2-quater del DL 564 del 1994 convertito con modificazioni dalla legge 656 del 1994 ed ha di fatto precluso il potere di sospendere gli effetti giuridici dell'atto.
L'attuale potere di sospensione
Alla luce della Circolare 21/E del 7 novembre 2024, al punto 3.2 si specifica che, in virtù della Relazione illustrativa (A.G. 97), il potere di autotutela comprende anche la facoltà di sospendere l'atto, e non solo. 
Inoltre, per garantire la coerenza del sistema, tale potere di sospensione, previsto dalla Relazione illustrativa per l'autotutela facoltativa, deve ritenersi applicabile anche nei casi di autotutela obbligatoria, per i quali viene espressamente escluso l'automatismo dell'effetto sospensivo.

Il beneficio delle sanzioni ridotte in caso di autotutela parziale
Nei casi di annullamento parziale dell'atto, il contribuente può avvalersi degli istituti di definizione agevolata delle sanzioni, come previsto dall'articolo 17/bis del decreto legislativo del 18 dicembre 1997, numero 472, introdotto recentemente nell'ambito della riforma delle sanzioni tributarie dal decreto legislativo del 14 giugno 2024, numero 87.
In pratica, viene previsto che in caso di annullamento parziale dell'atto, il contribuente può avvalersi degli istituti di definizione agevolata delle sanzioni di cui all'articolo 16 del decreto legislativo n. 472/1997 e all'articolo 15 del decreto legislativo n. 218/1997, alle medesime condizioni esistenti alla data di notifica dell'atto notificato al contribuente, purché rinunci al ricorso e l'atto non risulti definitivo.
Questa disposizione si riferisce alla parte dell'atto non annullato e rimasto in essere. Per specifici dettagli applicativi, si rinvia cautelativamente al punto 3.4. della circolare numero 21/E del 7 novembre 2024. 
Autotutela sostitutiva
Prassi 
La circolare 21/E del 7.11.2024 al punto 3.3 specifica che nel caso in cui siano ancora pendenti i termini di emissione di un nuovo provvedimento e non sia intervenuta una pronuncia giudiziale passata in giudicato che abbia deciso il merito della controversia, l'Ufficio può riemettere l'atto emendato dai vizi riscontrati, notificando al contribuente unitamente al provvedimento di autotutela (c.d.autotutela  sostitutiva).
Giurisprudenza  
La Corte Suprema di Cassazione SS.UU, nella sentenza 30051 del 21.11.2024, ha confermato che l'Amministrazione finanziaria può annullare e sostituire un atto impositivo viziato con un nuovo atto, anche per una maggiore pretesa nella rivalutazione, ex post, rispetto all'atto già adottato, facendo esclusivo riferimento agli elementi che erano presenti quando l'Amministrazione finanziaria aveva emesso l'atto originario, purché non ci siano integrazioni con nuovi elementi Inoltre, non debbono essere  scaduti i termini di decadenza per l'accertamento e non vi sia una sentenza passata in giudicato. 
Differenze tra autotutela sostitutiva e accertamento integrativo
L'autotutela sostitutiva si distingue dall'accertamento integrativo, in quanto, nell'autotutela sostitutiva si riesamina l'atto in bona partem o in mala partem a seconda dei vizi dell'atto da rivedere, a favore del contribuente o a sfavore di quest'ultimo, 
in base ad elementi non valutati, ma presenti all'emissione del primo atto originario. Nell'accertamento integrativo viene riemesso un atto accertativo che si affianca e si aggiunge all' originario in virtù di nuovi elementi sopravvenuti e non esistenti al momento dell'emissione del primo atto.

Note 
1. ↑  Treccani, Autotutela, diritto civile
2. ↑  Treccani, Autotutela, diritto amministrativo
3. ↑  Treccani, Autotutela, diritto internazionale
4. ↑  Corte di cassazione, sentenza 9 febbraio-9 marzo 2004, n. 10773.
5. ↑  punto 9.1 delle SS.UU 30051 del 2024
6. ↑  punto 10 delle SS.UU 30051 del 2024
7. ↑  cfr. Articolo 7 ter della Legge del 27.7.2000 n.212 [Nullità degli atti dell'amministrazione finanziaria]. cfr. Articolo 7 bis della Legge del 27.7.2000 n. 212 [Annullabilità degli atti dell'amministrazione finanziaria].
8. ↑  Autotutela sostitutiva.
9. ↑  ovvero "ex tunc" o in caso di revoca da quel momento, ovvero "ex nunc".
10. ↑  notificato
11. ↑  Cfr. articolo 1 del delegato 219 del 2023.
12. ↑  Articolo 10 quater della Legge 27.7.2000 n.212
e Circolare 21/E del 7/11/2024 punto 1.2.
13. ↑  Articolo 10 quinquies della Legge 27.7.2000 n.212 e Circolare n. 21/E del 7/11/2024 punto 1.3.
14. 1 2  cfr. articolo 21 del delegato 546 del 1992.
15. ↑  Cfr. articolo 19 comma 1 lettera "g-ter" del delegato n.546 del 1992.
16. ↑  
  - errore di persona;
  - errore di calcolo;
  - errore sull'individuazione del tributo;
  - errore materiale del contribuente, facilmente riconoscibile dall'amministrazione finanziaria;
  - errore sul presupposto d'imposta;
  - mancata considerazione di pagamenti di imposta regolarmente eseguiti;
  - mancanza di documentazione successivamente sanata, non oltre i termini ove previsti a pena di decadenza.
17. ↑  Cfr. articolo 10 quater comma 2 della legge 27.7.2000 n.212.
18. ↑  cfr. Valerio Ficari, "Giudicato favorevole all'Amministrazione finanziaria: sostanziale o anche solo formale?", in RTDT n.4/2024, pag.700.
19. ↑  cfr. Circolare 21/E/2024,pag.13
20. ↑  L'articolo 19 del delegato 546 del 1992 elenca una serie di atti impugnabili che allo stesso tempo sono anche annullabili a mezzo il potere di autotutela.
21. ↑  Cfr. Circolare Ministeriale n.195 del 8.7.1997.
22. ↑   Nota:per le modalità di presentazione della richiesta di autotutela ed il contenuto della stessa, si rinvia alla Circolare numero 21/E del 7 novembre 2024 punti 2.1 e 2.2.
23. ↑  Si veda quanto previsto dal punto 2.1 della Circolare 21/E del 7/11/2024
24. ↑  In caso di istanza di autotutela online è opportuno segnalare la guida fiscale dell'Agenzia delle Entrate di Gennaio 2024: "L'accesso ai servizi online per rappresentanti e persone di fiducia".
25. ↑  potere sospensione chiarito dalla Circolare 21/E del 7.11.2024
26. ↑  punto19.5 SS.UU 30051/2024
27. ↑   cfr. pp.19.1 e 19.7 delle SS.UU 30051/2024